# Palazzo Fernandez
Il palazzo Fernandez, conosciuto anche come palazzo della Standa, è un palazzo di Napoli sito nel rione Carità, in via Diaz ad angolo con via Toledo.
Fu progettato dall'architetto Ferdinando Chiaromonte e costruito tra il 1938 ed entro il 1940 per l'impresa edile Fernandez (da cui il nome) e ampliato nel dopoguerra in seguito alla demolizione della chiesa dei Fiorentini, che sorgeva alle sue spalle. Dal 1938 al 1993 fu sede dei grandi magazzini della Standa, situati al pian terreno.
Poco conosciuto rispetto agli altri edifici fascisti, merita al contrario grande interesse per le sue linee morbide, specie nei balconi, che ricordano la facciata di Florin Court (edificio londinese art déco costruito pochi anni prima) e testimoniano quanto sia stata assai stilisticamente valida la fase fascista di ricostruzione dell'antico rione San Giuseppe.
Si sviluppa in lunghezza a differenza del suo opposto palazzo della Banca Nazionale del Lavoro, che fa della verticalità della facciata il suo punto forte. Per questo motivo è stato sottolineato che, pur essendo valida nelle architetture, la costruzione dell'ingresso del nuovo rione, appunto via Diaz, non è stata progettata secondo organicità delle strutture, le quali tendono a non dialogare tra di loro.